# Martin Roach
Martin Jamie Roach (nacido el 15 de julio de 1962) es un actor canadiense. Es mejor conocido por sus papeles de acción en vivo como T. Abner Hall en la serie de televisión de Disney XD Aaron Stone (2009-2010), Mike en la serie de televisión de ciencia ficción Falling Skies (2011), Admiral Michael Souther en la serie de televisión The Expanse (2015–2018), el Rey Oberon en la serie de televisión de fantasía The Other Kingdom (2016), Pastor Evan Miller en The Wedding Planners (2020) y el Capitán Gosset en la serie de televisión de Apple TV+ See (2021–2022).
Sus papeles en el cine incluyen a Robert P. Haskell en la película de ciencia ficción Cube Zero (2004), Brewster Fuller en la película dramática La forma del agua (2017), el sheriff Paul Greenleaf en la película de comedia romántica navideña Christmas Inheritance, el oficial Dave Poveda en la película de comedia navideña The Christmas Chronicles (2018), Richard en la película de suspenso The Oak Room (2020) y Marty en la película de comedia El hombre de Toronto (2022).
Sus papeles de voz incluyen a Jake Justice en Rescue Heroes, Dr. Claw en la serie animada por computadora de 2015 Inspector Gadget (2015–2018), el Pastor Jerome Jeffries en la franquicia Far Cry y el Capitán Omar Maalsuwda en The Sojourn.

## Carrera
En la animación, prestó su voz a Jake Justice en Rescue Heroes, Sparkie en la versión estadounidense de Mike el Caballero y Agram en Magi-Nation. De 2015 a 2018, proporcionó la voz del principal antagonista Dr. Claw en la serie de reinicio animada por computadora Inspector Gadget. Roach también prestó la voz del pastor Jerome Jeffries en el videojuego de PlayStation 4 Far Cry 5.
En 2022, interpretó a Marty en la película de comedia de acción El hombre de Toronto, protagonizada por Kevin Hart, Woody Harrelson y Kaley Cuoco.

## Filmografía

### Películas
| Año  | Título                          | Papel                  | Notas |
| ---- | ------------------------------- | ---------------------- | ----- |
| 1996 | Extreme Measures                | Doctor de emergencias  |       |
| 1999 | Pushing Tin                     | Piloto (voz)           |       |
| 2000 | Bait                            | Policía                |       |
| 2001 | Blue Hill Avenue                | Tío Pee Wee            |       |
| 2001 | Ni una palabra                  | Policía de tránsito    |       |
| 2002 | Paid in Full                    | D.C. #2                |       |
| 2003 | Rescue Heroes: The Movie        | Jake Justice (voz)     | [ 2 ] |
| 2004 | Highwaymen                      | Detective              |       |
| 2004 | Cube Zero                       | Robert P. Haskell      |       |
| 2005 | Fever Pitch                     | Esposo                 |       |
| 2007 | Bottom Feeder                   | Otis                   |       |
| 2007 | Diary of the Dead               | Extraño                |       |
| 2008 | Kit Kittredge: An American Girl | Doctor                 |       |
| 2010 | Lullaby for Pi                  | The Father             |       |
| 2011 | Dream House                     | Tommy                  |       |
| 2013 | Kick-Ass 2                      | Policía Mother Russia  |       |
| 2015 | No Stranger Than Love           | Sheriff Deputy         |       |
| 2015 | Spotlight                       | Policía en café        |       |
| 2015 | Beeba Boys                      | Acusador de Jeet       |       |
| 2016 | Only I...                       | Jim                    |       |
| 2017 | High-Rise Rescue                | Chief Connors          |       |
| 2017 | La forma del agua               | Brewster Fuller        |       |
| 2017 | Christmas Inheritance           | Sheriff Paul Greenleaf |       |
| 2018 | Cada día                        | Reverendo Poole        |       |
| 2018 | Little Italy                    | Officer Hardaz         |       |
| 2018 | The Christmas Chronicles        | Oficial Dave Poveda    |       |
| 2019 | The Prodigy                     | Dr. Kagan              |       |
| 2019 | ¡Shazam!                        | Bill Parker            |       |
| 2019 | Disappearance at Clifton Hill   | Canadian Border Agent  |       |
| 2019 | Código 8                        | Capitán Milltown       |       |
| 2020 | The Oak Room                    | Richard                |       |
| 2021 | All My Puny Sorrows             | Psiquiatra Johns       |       |
| 2022 | El hombre de Toronto            | Marty                  |       |

### Televisión
| Año       | Título                                                 | Papel                                  | Notas                                                          |
| --------- | ------------------------------------------------------ | -------------------------------------- | -------------------------------------------------------------- |
| 1996      | Goosebumps                                             | Mr. Finley                             | Episodio: "You Can't Scare Me!"                                |
| 1996      | PSI Factor: Chronicles of the Paranormal               | Técnico                                | Episodio: "Reptilian Revenge/Ghostly Voices"                   |
| 1997      | Riverdale                                              | Jerome "Tiny" Sheffield                | Episodios desconocidos                                         |
| 1997      | Goosebumps                                             | Hombre de Negro #2                     | Episodio: "Don't Go to Sleep"                                  |
| 1998      | The Wall                                               | Calvin                                 | Película de televisión                                         |
| 1998      | Universal Soldier III: Unfinished Business             | Orderly                                | Película de televisión                                         |
| 1999      | Total Recall 2070                                      | Dr. Levy                               | Episodio: "Brain Fever"                                        |
| 1999      | Mythic Warriors                                        | Lycopheus (voz)                        | Episodio: "Androcles and the Lion"                             |
| 1999–2000 | The Avengers: United They Stand                        | Samuel "Sam" Wilson / Falcon (voz)     | 13 episodios                                                   |
| 1999–2002 | Rescue Heroes                                          | Jake Justice (voz)                     | 40 episodios                                                   |
| 2000      | Dirty Pictures                                         | Ed                                     | Película de televisión                                         |
| 2000      | Hendrix                                                | Black Panther                          | Película de televisión                                         |
| 2000–2002 | Soul Food                                              | Gino / Butter                          | Episodio: "Truth Be Told" and "Empty Spaces"                   |
| 2000      | Code Name: Eternity                                    | Nolan                                  | Episodio: "Project Midas"                                      |
| 2000      | The Last Debate                                        | Room Service Waiter                    | Película de televisión                                         |
| 2000      | Twice in a Lifetime                                    | Dwight White                           | Episodio: "Used Hearts"                                        |
| 2001      | Blackout                                               | Oficial de policía                     | Película de televisión                                         |
| 2001      | Bojangles                                              | Percy                                  | Película de televisión                                         |
| 2001      | Doc                                                    | Hombre ciego                           | Episodio: "Blind Alley"                                        |
| 2001      | Paradise Falls                                         | Trevor Harman / Ravenheart             | 7 episodios                                                    |
| 2001      | Our Hero                                               | Tommy                                  | Episodio: "The Birthday Issue"                                 |
| 2002      | An American in Canada                                  | Matt Dawson                            | Episodio: "Pilot"                                              |
| 2002      | Cadet Kelly                                            | Drill Instructor                       | Película de televisión                                         |
| 2003      | Sue Thomas: F.B.Eye                                    | Curtis Sanford                         | Episodio: "Dirty Bomb"                                         |
| 2003      | The Pentagon Papers                                    | Sergeant Watson                        | Película de televisión                                         |
| 2003      | Mutant X                                               | Owen Taylor                            | Episodio: "Reawakening"                                        |
| 2003–2004 | Saint Seiya                                            | Papa (voz)                             | 39 episodios, versión en inglés                                |
| 2003      | Street Time                                            | Alfa Goodman                           | Episodio: "Even"                                               |
| 2003      | 1-800-Missing                                          | Agent Avery Nash                       | 3 episodios                                                    |
| 2003      | Slings & Arrows                                        | Horatio                                | Episodios: "Madness in Great Ones" and "Playing the Swan"      |
| 2004      | Redemption: The Stan Tookie Williams Story             | Guardia Morales                        | Película de televisión                                         |
| 2004–2005 | Puppets Who Kill                                       | Abogado defensor / Jones               | Episodios: "Bill Sues" and "The CBC Is Killing Again"          |
| 2004–2010 | Franny's Feet                                          | Joey the Dogsled, Voces adicionales    | 6 episodios                                                    |
| 2005      | The Eleventh Hour                                      | Detective Glen Madison                 | Episodio: "The Miracle Worker"                                 |
| 2005      | Slam Dunk                                              | Takenori Akagi (voz)                   | Versión en inglés                                              |
| 2005      | Time Warp Trio                                         | Ngombo (voz)                           | Episodio: "Jinga All the Way"                                  |
| 2005      | Mayday                                                 | Carl Fessell                           | Película de televisión                                         |
| 2006      | Cradle of Lies                                         | Detective Buck                         | Película de televisión                                         |
| 2006      | Z-Squad                                                | Bakoo (voz)                            | Episodios desconocidos                                         |
| 2006–2009 | Yin Yang Yo!                                           | Maestro Yo (voz)                       | 52 episodios                                                   |
| 2006      | Bigfoot Presents: Meteor and the Mighty Monster Trucks | Big Wheelie (voz)                      | Episodio: "Race Relations"                                     |
| 2007–2010 | Magi-Nation                                            | Agram (voz)                            | 52 episodios                                                   |
| 2007      | Cyberchase                                             | Walter the Walrus (voz)                | Episodio: "When Penguins Fly"                                  |
| 2008      | A Raisin in the Sun                                    | Walter Lee, Sr.                        | Película de televisión                                         |
| 2008      | Roxy Hunter and the Horrific Halloween                 | Pierre                                 | Película de televisión                                         |
| 2009–2011 | Poppets Town                                           | Alli (voz)                             | 26 episodios                                                   |
| 2009      | Before You Say I Do                                    | Paramédico #1                          | Película de televisión                                         |
| 2009–2010 | Aaron Stone                                            | T. Abner Hall                          | 20 episodios                                                   |
| 2009      | Everything She Ever Wanted                             | Mark Edwards                           | Miniserie                                                      |
| 2010      | Harriet The Spy: Blog Wars                             | Alfred Cooper                          | Película de televisión                                         |
| 2010      | Doodlebops Rockin' Road Show                           | Head T-Rex, Professor Poochini (voces) | Episodio: "Don't Forget to Ask/Bop Bop's New Tricks"           |
| 2010      | Dan for Mayor                                          | Mr. Swifty                             | Episodio: "Revenge Is Swifty"                                  |
| 2010      | Covert Affairs                                         | Oficial                                | Episodio: "Pilot"                                              |
| 2010      | Unnatural History                                      | Executor                               | Episodio: "Fountain of Truth"                                  |
| 2010      | Connor Undercover                                      | Vice-Principal Grimsby                 | Episodios: "Cover Story" and "Password Protect"                |
| 2011      | Good Dog                                               | Gerry Davis                            | Episodio: "Jack Nicholson"                                     |
| 2011      | XIII: The Series                                       |                                        | Episodio: "Hunting Party"                                      |
| 2011      | Jimmy Two-Shoes                                        | Slugmeister                            | Episodio: "Good Old Jimmy/Slime, Slimy, Slimiest"              |
| 2011      | Falling Skies                                          | Mike Thompson                          | 5 episodios                                                    |
| 2011–2013 | Mike el Caballero                                      | Sparkie (voz)                          | Versión estadounidense                                         |
| 2011–2013 | Crash Canyon                                           | Reggie Manderbelt (voz)                | 26 episodios                                                   |
| 2011      | Against the Wall                                       | Nick                                   | Episodio: "The Fifth Body"                                     |
| 2011      | Combat Hospital                                        | Teniente Cliffgood                     | Episodio: "Do No Harm"                                         |
| 2011      | Silent Witness                                         | Detective Tally                        | Película de televisión                                         |
| 2011      | 12 Dates of Christmas                                  | Dr. Kirschner                          | Película de televisión                                         |
| 2011      | Producing Parker                                       | Dr. William Perry                      | Episodio: "Lying Cheating Dirty Dogs"                          |
| 2012      | Baby's First Christmas                                 | Policía Mountie                        | Película de televisión                                         |
| 2013      | Hemlock Grove                                          | Guard                                  | Episodios: "Hello, Handsome" and "What Peter Can Live Without" |
| 2013      | Air Crash Investigations                               | Captain Negasa                         | Episodio: "Heading to Disaster"                                |
| 2013      | The Listener                                           | Armoured Van Driver                    | Episodio: "The Blue Line"                                      |
| 2013      | Oh Christmas Tree!                                     | Malcolm                                | Película de televisión                                         |
| 2013      | Sidekick                                               | Superintendente (voz)                  | Episodio: "Those Who Can't Teach/Graduation Daze"              |
| 2014      | Sorority Surrogate                                     | Channing                               | Película de televisión                                         |
| 2014      | How to Build a Better Boy                              | Voss                                   | Película de televisión                                         |
| 2015      | Rogue                                                  | Tyson Ballard                          | Episodio: "The Chandelier Man"                                 |
| 2015–2017 | Odd Squad                                              | Fladam                                 | 4 episodios                                                    |
| 2015–2018 | The Expanse                                            | Almirante Michael Souther              | 9 episodios                                                    |
| 2015–2018 | Inspector Gadget                                       | Dr. Claw, Mama Claw, Voces adicionales | 52 episodios                                                   |
| 2015      | Beauty & the Beast                                     | Teniente Tran                          | Episodio: "Sins of the Fathers"                                |
| 2016      | Man Seeking Woman                                      | Ramirez                                | Episodio: "Fuse"                                               |
| 2016      | The Other Kingdom                                      | Rey Oberon                             | 12 episodios                                                   |
| 2016–2017 | Atomic Puppet                                          | Robo Ron (voz)                         | 29 episodios                                                   |
| 2016      | Fangbone: Aventuras cavernícolas                       | Stoneback (voz)                        | Episodio: "The Back of Stone"                                  |
| 2016      | Terrific Trucks                                        | Tork (voz)                             | 12 episodios                                                   |
| 2016      | Suits                                                  | Parole Board Chairman                  | Episodio: "The Hand That Feeds You"                            |
| 2016      | The Strain                                             | James                                  | Episodio: "Gone But Not Forgotten"                             |
| 2016      | Four in the Morning                                    | Doug Wilson                            | Episodios: "Blow" and "Four Christs"                           |
| 2016      | Terrific Trucks Save Christmas                         | Tork (voz)                             | Película de televisión                                         |
| 2016      | Eyewitness                                             | Agente del FBI                         | Episodio: "They Lied"                                          |
| 2017      | Conviction                                             | Detective John Moore                   | Episodio: "Not Okay"                                           |
| 2017      | Incorporated                                           | Lionel                                 | Episodios: "Executables" y "Golden Parachute"                  |
| 2017–2018 | Hotel Transylvania: The Series                         | Voces variadas                         | 2 episodios                                                    |
| 2017–2018 | Wishfart                                               | Fireball Cat (voz)                     | 40 episodios                                                   |
| 2017–2020 | The Magic School Bus Rides Again                       | Mr. Ruhle (voz)                        | Recurrente                                                     |
| 2017      | Saving Hope                                            | Eric Hawes                             | Episodio: "Gutted"                                             |
| 2017      | Good Witch                                             | Delivery Guy                           | Episodio: "Day After Day"                                      |
| 2017      | Dino Dana                                              | Dr. Webster                            | Episodio: "Get That Incisivosaurus - Dino Sight"               |
| 2017      | Salvation                                              | Griff                                  | Episodio: "Chip Off the Ol'Block"                              |
| 2018      | Falling Water                                          | Teniente Robert Sutton                 | Episodio: "Love Is a Dreamer"                                  |
| 2018      | Designated Survivor                                    | Nick Wooster                           | Episodios: "Fallout" and "Overkill"                            |
| 2018      | Max Voltage                                            | Voces adicionales                      | Episodios desconocidos                                         |
| 2018      | Private Eyes                                           | Julian Barrington                      | Episodio: "Finding Leroy"                                      |
| 2018      | Cupcake & Dino: General Services                       | Voces adicionales                      | Episodio: "The Manly Men's Man Club/Mi Casa, Robo Casa"        |
| 2018      | Titanes                                                | Manny Wolf                             | Episodio: "Titans"                                             |
| 2018      | Esme & Roy                                             | Daddy Ooga, Norm (voces)               | 3 episodios                                                    |
| 2018      | Once Upon a Christmas Miracle                          | Dr. Jenkins                            | Película de televisión                                         |
| 2019      | Wayne                                                  | Sargento local                         | Episodio: "Chapter Seven: It'll Last Forever"                  |
| 2019      | Northern Rescue                                        | Insurance Adjuster                     | Episodio: "Making Lemonade"                                    |
| 2019–2020 | Bakugan Battle Planet                                  | Coronel Tripp (voz)                    | Doblaje en inglés, 10 episodios                                |
| 2019      | Schitt's Creek                                         | Dr. Litman                             | Episodio: "The Hike"                                           |
| 2019      | Hudson & Rex                                           | Padre Xavier                           | Episodio: "Haunted by the Past"                                |
| 2019      | Killjoys                                               | Capitán Pike                           | Episodio: "Three Mutineers"                                    |
| 2019      | Creeped Out                                            | Julian Tuthill                         | Episodio: "Only Child"                                         |
| 2019      | Love Alaska                                            | Jasper                                 | Película de televisión                                         |
| 2019      | The Christmas Chalet                                   | Steve                                  | Película de televisión                                         |
| 2019      | See                                                    | Gosset                                 | Recurrente                                                     |
| 2020      | Self Made: Inspired by the Life of Madam C.J. Walker   |                                        |                                                                |
| 2021      | Go, Dog. Go!                                           | Paw Barker                             |                                                                |

### Videojuegos
| Año  | Título                               | Papel                        | Notas |
| ---- | ------------------------------------ | ---------------------------- | ----- |
| 1999 | Transformers: Beast Wars Transmetals | Ravage, Tigatron (voz)       | [ 2 ] |
| 2000 | Resident Evil – Code: Veronica       | Rodrigo Juan Raval (voz)     | [ 2 ] |
| 2017 | Assassin's Creed: Origins            | Voces adicionales            |       |
| 2018 | Starlink: Battle for Atlas           | Voces adicionales            | [ 2 ] |
| 2018 | Far Cry 5                            | Pastor Jerome Jeffries (voz) | [ 6 ] |
| 2019 | Far Cry New Dawn                     | Pastor Jerome Jeffries (voz) | [ 2 ] |
| 2021 | Far Cry 6                            | Pastor Jerome Jeffries (voz) | [ 2 ] |